# Lotbrücke Port d’Agrès
Die Lotbrücke Port d’Agrès überbrückt den Lot bei dem Dorf Port d’Agrès im Westen des Gemeindegebiets von Saint-Parthem im Département Aveyron in der französischen Region Okzitanien (vor 2016 Midi-Pyrénées). Sie führt die Route départementale D963 in 9 m Höhe über den Fluss und seine steilen Ufer.

## Hängebrücke (1836)
Die erste Brücke an dieser Stelle war eine Hängebrücke, mit deren Errichtung 1836 ein Herr Belinac beauftragt wurde. Sie hatte bereits die Spannweite von 90 m, die notwendig war, um den eingeschnittenen Fluss zu überqueren. Die schwankende Konstruktion wurde in den nächsten Jahrzehnten mehrfach repariert, bis sie 1925 dem Verkehr endgültig nicht mehr gewachsen war.

## Erste Betonbogenbrücke (1925)
Die Entreprises Boussiron erhielten 1924 den Auftrag für eine Betonbrücke, die sie 1925 in weniger als 10 Monaten errichteten.
Die Brücke war 91,2 m lang, 5,85 m breit und querte den Fluss in 9 m Höhe.
Ihre beiden Stahlbetonbögen hatten eine Stützweite von 85,3 m; ihre Widerlager waren unter dem Fahrbahnträger etwa auf halber Höhe über dem Fluss angeordnet. Die Bögen hatten zwei Gelenke jeweils unter dem Fahrbahnträger sowie auf einer Seite ein Kämpfergelenk, auf der anderen Seite waren sie fest mit dem Widerlager verbunden. Über dem Fahrbahnträger waren die Bögen noch 64,40 m weit und 7,70 m hoch und durch einen Windverband aus zwei Querträgern ausgesteift.
Die Fahrbahnplatte war oberhalb der drei Bogengelenke durch damals noch selbst konstruierte Übergangskonstruktionen unterbrochen. Ihr langes Mittelstück war monolithisch mit den beiden Bögen verbunden, die äußeren Abschnitte waren auf den Bögen aufgeständert. Zwischen Bögen und Fahrbahnplatte waren 20 cm starke Stäbe aus Stahlbeton so schräg angeordnet, dass sie oben und unten jeweils einen Knoten im Bogen bzw. in der Fahrbahnplatte bildeten. Bögen und Fahrbahnplatte bildeten eine Stabbogenbrücke, die durch die als Fachwerk wirkenden schrägen Stäbe verstärkt wurde.
Gegen Ende des Zweiten Weltkriegs wurde die Brücke am 11. August 1944 von einem übereifrigen schottischen Mitglied der Résistance gesprengt, um den Rückzug einer Einheit der Wehrmacht zu behindern, die aber einen anderen Weg nahm.

## Zweite Betonbogenbrücke (1948)
So bald wie möglich nach Kriegsende ersetzten die Entreprises Boussiron die gesprengte Brücke durch eine neue Betonbogenbrücke. Die Widerlager und die Straßenanschlüsse der alten Brücke konnten wiederverwendet werden. Die neue Brücke hatte daher weitgehend die gleichen Abmessungen wie die alte, allerdings waren die Betonbögen etwas stärker und die Fahrbahn etwas breiter als vorher. Die aufwendige Konstruktion der Vorgängerbrücke wurde vereinfacht. Die Brücke hat jetzt eingespannte Stahlbetonbögen, senkrechte Hängerstäbe ebenfalls aus Stahlbeton und eine Fahrbahnplatte mit nur einer Dehnungsfuge in der Mitte der Brücke.
Aus den Quellen ist nicht ersichtlich, wer die beiden Brücken entworfen hat. Die erste könnte von dem jungen Nicolas Esquillan bearbeitet worden sein. Nachdem er seit 1941 technischer Direktor der Entreprises Boussiron war, ist die zweite Brücke ganz sicher unter seiner Verantwortung entstanden.